# Zeng Yunqian
 Zeng Yunqian  (chinesisch 曾運乾 / 曾运乾, Pinyin Zēng Yùnqián; geboren 1884; gestorben 1945) war ein chinesischer Gelehrter und Phonologe zur Zeit der Republik. Zeng stammt aus Yiyang in der Provinz Hunan. Seine Hauptwerke sind das phonologische Werk Yu mu gu du kao (喻母古读考) sowie das Shangshu zhengdu (尚書正讀 / 尚书正读,  Shang-shu cheng-tu) über das Shangshu, das unter anderem vom Hanyu da zidian (HYDZD) herangezogen wird.

## Werke (Auswahl)
- Shangshu zhengdu 尚书正读 (Zhonghua shuju 1964)
- Yu mu gu du kao 喻母古读考